# Northstar Island
Northstar Island (spanisch Islote Estrella del Norte) ist eine niedrige und felsige Insel vor der Fallières-Küste des Grahamlands auf der Antarktischen Halbinsel. Sie liegt 1,5 km nordwestlich des westlichen Ausläufers der Neny-Insel in der Marguerite Bay.
Teilnehmer der British Graham Land Expedition (1934–1937) unter der Leitung des australischen Polarforschers John Rymill nahmen 1936 die erste grobe Kartierung vor. Der Falkland Islands Dependencies Survey vermaß sie 1947 und benannte die Insel nach der USMS North Star, einem der Schiffe der United States Antarctic Service Expedition (1939–1941), welches 1940 die Marguerite Bay befahren hatte.